# サンタルチアの夜
『サンタルチアの夜』（サンタルチアのよる、原題：Cat and Dupli-Cat）は、『トムとジェリー』の短編作品の一つ。1966年製作。制作はチャック・ジョーンズ（Chuck Jones）。

## 作品内容
イタリアの港町、ナポリ。トムは箒の櫂で金盥の舟をあやつりつつ、イタリア民謡「サンタ・ルチア」を見事なテノールで朗々と歌い上げていた。自ら酔いしれるトムがふと下を見ると、ティーカップの舟をスプーンの櫂であやつりつつサンタ・ルチアを唄うジェリーがいた。すかさずトムはティーカップをつまみあげ、桟橋に上がって係留船の台所から粉末ブイヨンとミルクを失敬。カップに注いで「特製ネズミスープ」としゃれ込む。
ところがそのとき、船の台所から手が伸びてきて、ソーサーを差し出す。「ああ、丁寧にありがとう」とトムは疑いも無くカップを載せるが、それっきりなんの音沙汰も無い。ネズミスープを盗まれたことに気付いたトム。こうして、トムと犯人の黄色いネコとの、ジェリーをめぐってのドタバタが始まった。

## 登場キャラクター
トム
金盥の船に乗り、箒を櫂代わりにして「サンタ・ルチア」を歌いながら登場。自身のあとにサンタ・ルチアを歌っていたジェリーをティーカップごと捕まえ、船の部屋より粉末ブイヨンとミルクを横取りしてジェリー共々飲もうとするが、その部屋にいた黄色ネコにジェリー入りミルクを飲み干されたことをきっかけに船へ乗り込み、「ジェリー争奪戦（黄色ネコとの追いかけっこ）」を船内と桟橋上で展開。ジェリーを捕まえようと「桟橋から海へ落とされては這い上がる」行動を互いに繰り返す。最後はジェリーによって互いの尻尾とひげを桟橋の柱へ縛り付けられた。
ジェリー
ティーカップの船に乗り、スプーンを櫂代わりにして「サンタ・ルチア」を歌いながら登場。トムによってミルクの中に入れられて食べられそうになり・それを黄色ネコに飲み干されて「トム・黄色ネコ両者間でのジェリー争奪戦」に発展するが、自身はそれらの攻撃を巧みにかわす。最後はシャンパンに酔った勢いでトムと黄色ネコを桟橋の柱へ互いの尻尾とひげで縛り付け、「サンタ・ルチア」を歌いながらシャンパン泡で「THE END」文字を描いた。
黄色ネコ
ナポリ港に停泊していた船内でスープをトムに横取りされたため取り返して飲み、スープ内にいたジェリーを見つけたのがきっかけで「ジェリー争奪戦」をトムと展開。最後はジェリーによって互いの尻尾とひげを桟橋の柱へ縛り付けられた。

### 備考
今作の最初では、トムが「サンタ・ルチア」を歌う場面で作品タイトルと製作スタッフ名を表示。最後には、酒に酔ったジェリーが再び「サンタ・ルチア」を歌いながら吐いた泡が「THE END」の文字を描く独自の演出が用いられている。

## 日本でのテレビ放映
1980年頃、日本テレビ系「木曜スペシャル・おかしなおかしな トムとジェリー 大行進」の枠内で放映され、その後も再放送された。DVDにも収録。カートゥーン ネットワークでは16:9のサイズで放送。